# Nehoda českého autobusu v Chorvatsku 2012
K nehodě českého autobusu v Chorvatsku došlo dne 23. června 2012 v 03.50 nedaleko tunelu Krpani (Sveti Rok) na dálnici A1. Při této nehodě zahynulo 8 lidí, dalších 44 se zranilo. Autobus, který vezl české občany na dovolenou do Chorvatska, narazil do bočního svodidla a převrátil se na bok. Nehoda autobusu se zapsala mezi ty vůbec nejtragičtější.
Turisté mířili na Makarskou riviéru, do střediska Baška Voda. Autobus patřil společnosti Atlas Adria.
Těsně po nehodě se začaly okamžitě tvořit kolony. Cesta po hlavní tepně k moři začala okamžitě kolabovat. Na některých místech se tvořily kolony dlouhé až 18 kilometrů.
Chorvatsko po nehodě začalo okamžitě zřizovat speciální telefonní linku, na kterou se obrátili příbuzní zraněných nebo mrtvých.
Většina zraněných byla převezena do nemocnice v Gospići. Pouze dva zranění byli převezeni do Záhřebu.

## Vyšetřování
Vyšetřování začalo ihned po nehodě. Tím nejpravděpodobnějším viníkem této nehody se stal řidič autobusu, kterého zřejmě přemohl mikrospánek. Kvůli nehodě nebyl nikdo potrestán, jelikož řidič při nehodě zemřel.

## Návrat do České republiky
Už den po nehodě letěl do Chorvatska armádní speciál, který všechny zraněné dopravil do Česka. Letoun přistál v Česku o den později nejprve v Brně, a poté v Praze na letišti ve Kbelích.